# Motorola DSP56000

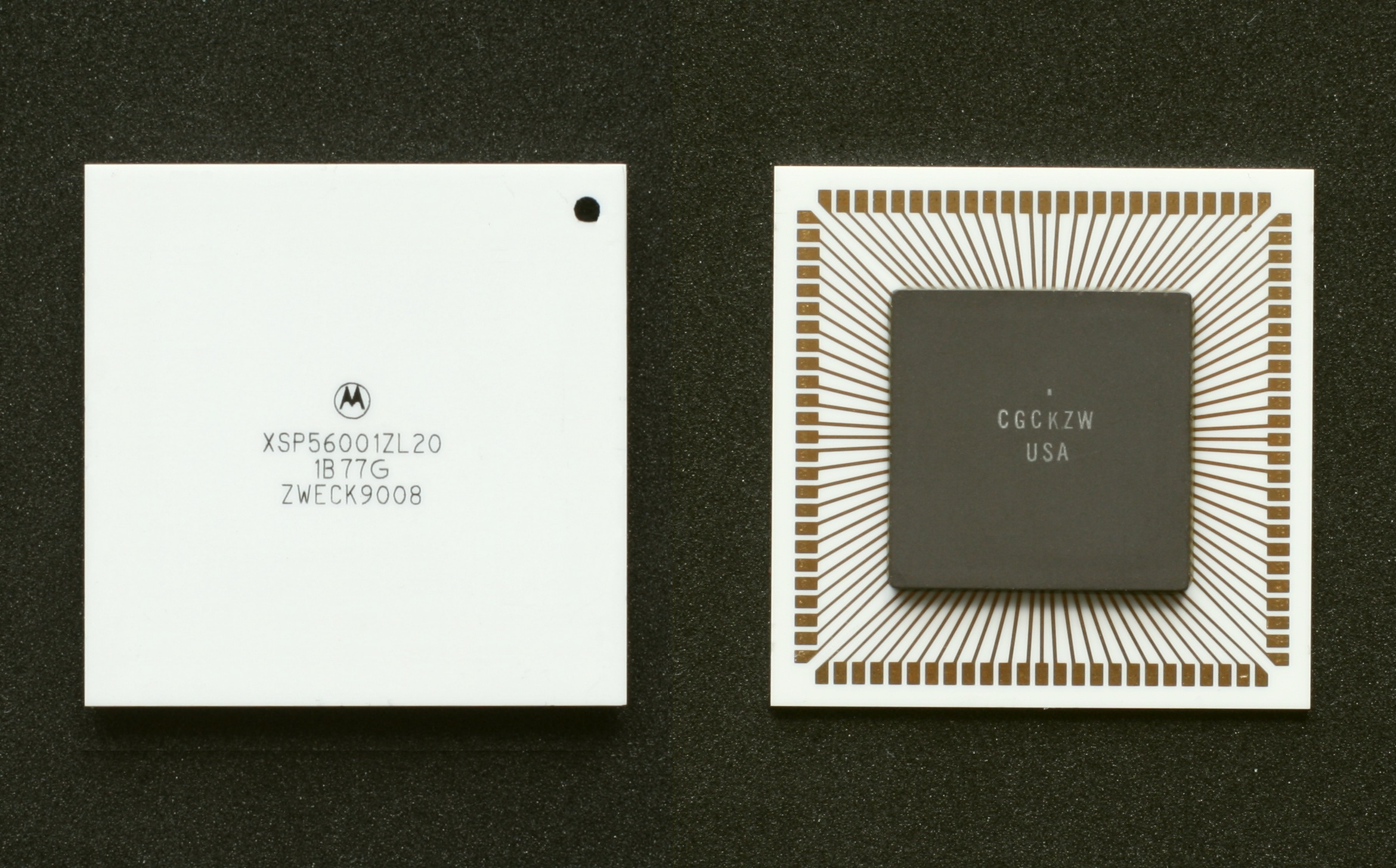
Motorola XSP56001

Motorola DSP56000 (56K) – rodzina procesorów sygnałowych (DSP) produkowanych przez Motorolę (obecnie Freescale Semiconductor) od lat 80. do dziś. Procesory te były stosowane w stacjach roboczych takich firm jak NeXT, Silicon Graphics, komputerach Atari Falcon oraz kartach dźwiękowych Delfina dla komputerów Amiga. Układy MC56002 taktowane zegarem 66MHz można znaleźć również w kultowych syntezatorach muzycznych Clavia Nord Lead. Unowocześnione wersje procesora stosowane są do dziś w systemach wbudowanych takich jak radary czy telefony komórkowe. Następca rodziny 56000, seria DSP96000, nie odniosła rynkowego sukcesu.